# Brunnschrott
Brunnschrott ist ein Wohnplatz der Kreisstadt Kronach im Landkreis Kronach (Oberfranken, Bayern).

## Geographie
Das einstmalige Dorf ist als Ortsstraße Brunnschrott im neu gebildeten Gemeindeteil Gehülz aufgegangen. 
In direkter Nachbarschaft befinden sich Brand (südlich), Entmannsdorf (nördlich) und Kellerhaus und Rauershof (östlich).

## Geschichte
Der Ort lag in der ersten Hälfte des 19. Jahrhunderts auf dem Gemeindegebiet von Gehülz. In der Bayerischen Uraufnahme wurde der Ort „Brunnschroth“ bezeichnet. Am 1. Mai 1978 wurde Brunnschrott im Zuge der Gebietsreform in Bayern in Kronach eingegliedert.

### Einwohnerentwicklung
| Jahr      | 001854 | 001861 | 001871 | 001885 | 001900 | 001925 | 001950 | 001961 | 001970 |
| Einwohner |        | 9      | 43     | 57     | 107    | 81     | 70     | 93     | 83     |
| Häuser    | 1      |        |        | 7      | 9      | 9      | 10     | 15     |        |
| Quelle    | [ 3 ]  | [ 5 ]  | [ 6 ]  | [ 7 ]  | [ 8 ]  | [ 9 ]  | [ 10 ] | [ 11 ] | [ 12 ] |

## Religion
Der Ort ist römisch-katholisch geprägt und war ursprünglich nach St. Johannes der Täufer (Kronach) gepfarrt. Seit der Gründung der Pfarrei St. Bonifatius (Gehülz) in der ersten Hälfte des 20. Jahrhunderts sind die Katholiken dorthin gepfarrt.

## Weblink
- Brunnschrott in der Ortsdatenbank des bavarikon, abgerufen am 20. August 2021.